# Як-130
Як-130 (по кодификации НАТО: Mitten — «Рукавица») — российский учебно-боевой самолёт, разработанный ОКБ имени Яковлева совместно с итальянской компанией Aermacchi (вышедшей из проекта на заключительном этапе разработки и создавшей свой самолёт M-346 на основе полученной конструкторско-технической документации на планер; ОКБ Яковлева закончило создание Як-130 без партнёра).
Як-130 предназначен для замены в Военно-воздушных силах России учебно-тренировочных самолётов L-39 и способен выполнять манёвры, характерные для истребителей четвёртого и пятого поколений. Репрограммирование системы управления позволяет готовить лётчиков не только для российских боевых самолётов, но и для самолётов НАТО. В боевой модификации может использоваться как лёгкий ударный самолёт.
Як-130 — первый полностью новый (а не модернизированный вариант существовавшей модели) самолёт, построенный в России после распада СССР.
Производство налажено на Иркутском авиационном заводе. Главные конструкторы — Николай Долженков, Виталий Нарышкин и Константин Попович.
Як-130 победил МиГ-АТ в тендере на поставку для ВВС России.

## История
Конкурс на создание нового УБС был объявлен в конце 1980-х годов. Новая машина должна была стать двухдвигательным универсальным самолётом для подготовки лётчиков, начиная от первоначального лётного обучения и заканчивая особенностями боевого применения, а также для поддержания лётных навыков в строевых частях.
В перспективе, данные самолёты должны полностью заменить устаревший парк самолётов чехословацкого производства L-39, по приблизительной оценке это должно произойти в течение 10-13 лет, и стать основной учебно-боевой единицей российских ВВС.
Многие из L-39, используемых в России в качестве самолётов для тренировки курсантов, давно отлетали свой ресурс, именно поэтому ещё в конце 1980-х в СССР был объявлен тендер на разработку учебно-тренировочного самолёта. Серийное производство L-39 завершено в 1999 году, а L-159, современную версию самолёта, Министерство обороны Российской Федерации не заказывало в связи с изменением геополитической ориентации Чехии и её переходом в лагерь «вероятного противника».
Российские ВВС выбрали два проекта — Як-130 и МиГ-АТ. Для разработки нового самолёта требовались большие средства, которых не имели ни разработчики, ни Министерство обороны, поэтому самолёты проектировались совместно с иностранными фирмами — Як-130 с итальянской Alenia Aermacchi, а МиГ-АТ — с французскими компаниями. Из-за разногласий с итальянским партнёром совместная разработка на завершающем этапе прекратилась; каждая из компаний получила документацию на базовую версию будущего самолёта (планер), после чего выпустили собственные варианты самолётов: Aermacchi построили УТС M-346, а ОКБ им. Яковлева — учебно-боевой Як-130. За L’Alenia Aermacchi остались права на дистрибуцию и маркетинг самолёта во всём мире, за исключением СНГ (включая Россию).
Первый полёт опытный образец Як-130 совершил 25 апреля 1996 года, под управлением лётчика-испытателя Андрея Синицына.
В феврале 2005 года на Як-130 совершил полёт действующий на тот момент главнокомандующий ВВС России Владимир Михайлов.
В декабре 2009 завершены испытания.
После передачи производства в 2011 году на «Иркут», предприятие приняло решение создать на основе Як-130 лёгкий штурмовик с РЛС (Барс-130) и высокоточным вооружением. Характеристики самолёта позволяют использовать его в качестве лёгкого штурмовика, самолёта-разведчика, истребителя-бомбардировщика и самолёта радиоэлектронной борьбы. На его базе планируют сделать[когда?] новейший ударный беспилотник.
12 августа 2024 года ПАО «Яковлев» представил Як-130М, дополнительно вооруженный ракетами класса «воздух — воздух» и высокоточными средствами поражения класса «воздух — земля» со спутниковыми и лазерными системами наведения. Данная модификация, сохраняя учебные качества, представляет собой полноценный легкий истребитель.

## Задачи
В задачи самолёта входит обучение курсантов лётных училищ: взлёт-посадка, пилотирование, навигация, выполнение сложных манёвров, приобретение навыков действий на предельных режимах полёта, действий при отказах авиационной техники и ошибках лётчика, выполнение полётов в сомкнутых боевых порядках днём и в условиях визуальной видимости, освоение систем вооружения и отработки основ боевого применения при действиях по наземным и воздушным целям, обучение навыкам выполнения наступательных и оборонительных манёвров, характерные для самолётов четвёртого и пятого поколений.
Самолёт снабжён системой имитации режимов боевого применения, позволяющей (без стрельбы настоящими боеприпасами) отрабатывать воздушный бой, взаимодействие между самолётами, ракетно-бомбовые удары по наземным целям, в том числе с имитацией ПВО противника. Имеются и девять точек подвески — для подвесных топливных баков и контейнеров с настоящими пушками и ракетами.
В случае войны самолёт способен выполнять задачи лёгкого штурмовика — уничтожать отдельные наземные объекты, малоскоростные воздушные цели.
При поставках на экспорт Як-130 позиционируется как учебно-тренировочный комплекс для освоения истребителей Су-30МК.

## Конструкция
Як-130 — двухдвигательный моноплан классической аэродинамической схемы со среднерасположенным высокомеханизированным стреловидным крылом, боковыми воздухозаборниками, цельноповоротным горизонтальным оперением. Кабина с тандемным расположением сидений и единым фонарём.

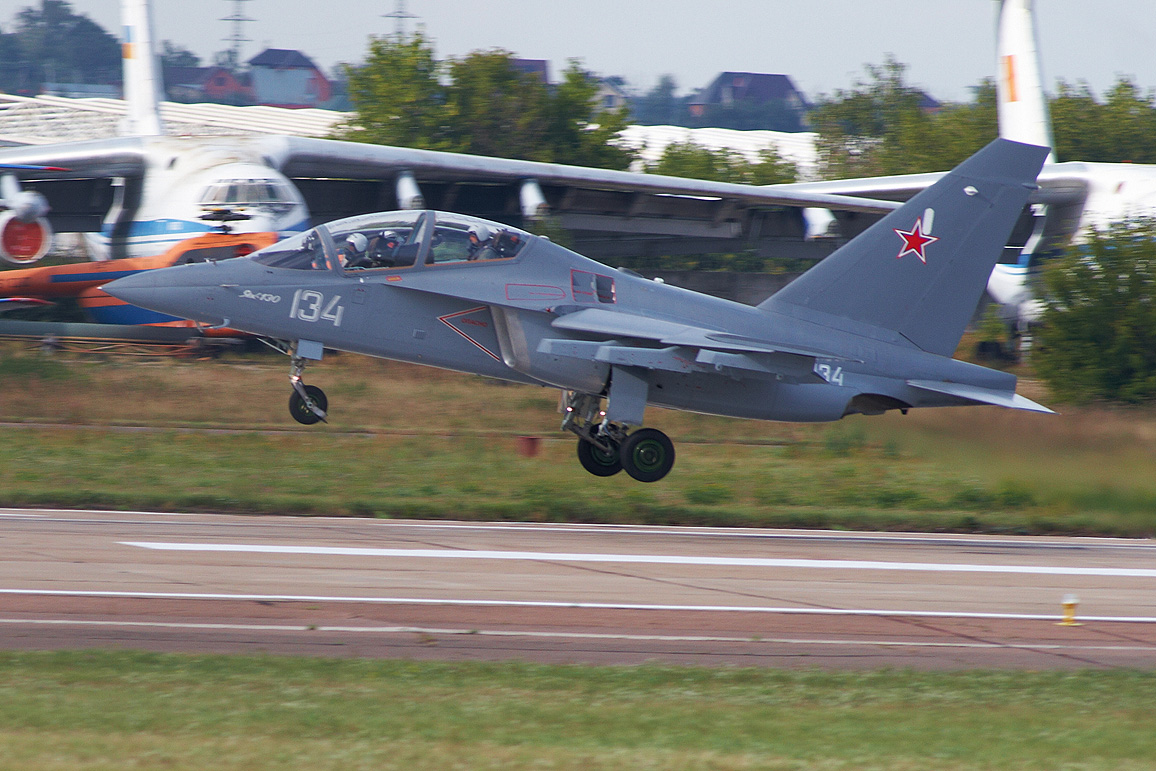
Взлёт Як-130 на авиасалоне МАКС-2011

Самолёт оборудован цифровой комплексной системой управления КСУ-130 (разработана в МИЭА), выполняющей функции системы автоматического управления и активной системы безопасности полёта и позволяющей, в учебных целях, имитировать характеристики устойчивости и управляемости других самолётов. Позволяет готовить пилотов на самолёты 4 и 5 поколений (Су-30, МиГ-29, F-16 и F-15, Rafale и Eurofighter Typhoon, F-22, F-35). Самолёт имеет электронную индикацию, построенную на трёх жидкокристаллических МФЦИ (многофункциональных цифровых индикаторах) размером 15×20 см, без электромеханических приборов, на каждого пилота. В передней кабине есть индикатор на лобовом стекле.
Для учебных машин характерна хорошо проработанная система катапультирования пилотов. Катапультирование производится с помощью кресел класса «0-0». Отличительная черта Як-130 — возможность успешно и безопасно проводить катапультирование при нулевой скорости, а также на малой высоте (вплоть до нулевого уровня).
Для повышения ремонтопригодности было решено полностью отказаться от использования композитов, все элементы планера сделаны из лёгких алюминиево-магниево-литиевых сплавов — в отличие от «брата-близнеца» Aermacchi M-346, в котором композиты всё же есть, что, впрочем, никак не сказалось на массе самолёта. Самолёт способен взлетать с малоподготовленных (в том числе грунтовых) аэродромов.
За время полёта от Иркутска до Армавира Як-130 расходует менее 7,5 тонн авиационного топлива. Этот показатель в несколько раз меньше расхода топлива любого самолёта, стоящего на вооружении Российских ВКС.

## Модификации
| Название модели | Краткие характеристики, отличия. |
| --------------- | --- |
| Як-130М         | Модернизированный двухместный учебно-тренировочный (учебно-боевой самолёт) предназначен для обучения и поддержания навыков у лётного состава, а также выполнения боевых задач. Основными отличиями от Як-130 являются наличие бортового комплекса средств связи, бортовой радиолокационной станции, оптико-локационной станции и бортового комплекса обороны в контейнерном исполнении, модернизированных бортовых систем и оборудования, а также расширенной номенклатурой авиационных средств поражения. |

## Производство
Потребность ВВС России в подобных самолётах оценивается 250 единиц, а потребность мирового рынка — 2500 единиц.
Серийное производство Як-130 планировалось развернуть на двух заводах — в Нижнем Новгороде и Иркутске. На Нижегородском заводе «Сокол» производство началось в конце 2008 года (поставки для ВВС России по заказу Министерства обороны), самолёт также будет производиться на Иркутском авиационном заводе (для экспортных поставок).
4 июня 2008 года президент корпорации «Иркут» Олег Демченко сообщил журналистам о том, что Иркутский авиационный завод приступает к выполнению заказа на производство для ВВС России 62 учебно-боевых истребителей Як-130. По его словам, «есть большой заказ на Як-130, он подписан и бюджет утверждён Минобороны, 62 самолёта будут делаться на Иркутском заводе». Планируется, что первый Як-130 будет произведён уже до конца 2008 года, а поставки для ВВС России начнутся в 2009 году.
19 мая 2009 года совершил первый полёт серийный Як-130, из числа заказанных для ВВС России.
В декабре 2009, по сообщению Управления пресс-службы и информации Минобороны РФ по Военно-воздушным силам, главнокомандующий ВВС России генерал-полковник Александр Зелин подписал «Акт о завершении государственных совместных испытаний учебно-боевого самолёта Як-130».
16 ноября 2011 года Министерство обороны Российской Федерации и корпорация «Иркут» подписали контракт на поставку учебно-боевых самолётов Як-130. Согласно документу, до 2015 года ВВС России получат 55 новых машин, которые должны обеспечить первоочередные потребности в подготовке военных лётчиков.
В конце января 2012 Минобороны сообщило, что планируется увеличить число заказанных Як-130 на 10 единиц.
В связи с разрывом производственной кооперации с Украиной в начале 2015 года НПЦ «Салют» заявил о завершении полной локализации производства авиадвигателей АИ-222-25.
Планируется в будущем заменить двигатели на разрабатываемые двигатели СМ-100 тягой до 3000 кг.

## Поставки в войска
В 2010—2011 годах в ВВС России было поставлено 12 Як-130 (1 самолёт потерпел катастрофу) и 15 единиц было поставлено в 2012 году по новому контракту.
В 2013 году корпорация «Иркут» поставила ВВС РФ 18 Як-130. До конца года поставили Минобороны дополнительно 2 машины в счёт заказа 2014 года.
В 2014 году были переданы 20 машин. С учётом сданных ВВС в начале 2015 года двух самолётов, общее количество сданных Як-130 по этому контракту должно достичь 55 единиц и контракт должен быть закрыт. Всего в ВВС с 2012 по начало 2015 года получено 65 Як-130, в том числе 55 — построенных «Иркутом» по контракту 2011 года и 10 самолётов постройки «Сокола». 9 октября 2015 года 4 машины были поставлены в состав учебной авиационной базы Краснодарского высшего военного авиационного училища лётчиков (Армавир).
К началу августа 2018 года, Иркутский авиазавод сдал в общей сложности 11 Як-130, доведя общее количество до 106 единиц.

## Сравнение с аналогами
|                           | Як-130                                  | Aermacchi M-346                    | BAE Hawk T2 (Mk. 128) LIFT        | Hongdu L-15        | Aero L-159 ALCA               | KAI T-50 Golden Eagle         |
| ------------------------- | --------------------------------------- | ---------------------------------- | --------------------------------- | ------------------ | ----------------------------- | ----------------------------- |
| Внешний вид               |                                         |                                    |                                   |                    |                               |                               |
| Стоимость единицы, USD    | ~15 млн (на экспорт) ~7 млн (для ВС РФ) | ~30—35 млн                         | 29—33 млн                         | ~10 млн            | 10—12 млн                     | ~25 млн                       |
| Принят на вооружение, год | 2010                                    | 2011                               | 2009                              | 2013               | 2001                          | 2007                          |
| Годы производства         | c 2009                                  | с 2010                             | н/д                               | c 2012             | 1997—2003                     | c 2005                        |
| Размах крыла, м           | 9,84                                    | 9,72                               | 9,94                              | 9,48               | 9,54                          | 9,45                          |
| Длина, м                  | 11,49                                   | 11,49                              | 12,43                             | 12,27              | 12,72                         | 13,14                         |
| Масса пустого, кг         | 4600                                    | 4600                               | 4480                              | 4960               | 4350                          | 6470                          |
| Макс. взлётная масса, кг  | 10 290                                  | 10 200                             | 9100                              | 9500               | 8000                          | 12 300                        |
| Боевая нагрузка, кг       | 3000                                    | 3000                               | 3000                              | 3000               | 2700                          | 3740                          |
| Практический потолок, м   | 12 500                                  | 13 700                             | 13 500                            | 16 000             | 13 200                        | 14 630                        |
| Макс. скорость, км/ч      | 960 (1060 без подвесок)                 | 1060                               | 1030                              | 1479               | 936                           | 1640                          |
| Дальность без ПТБ, км     | 2000                                    | 2000                               | 2500                              | 3100               | 1600                          | 1851                          |
| Двигатель                 | 2 × ТРД АИ-222-25                       | 2 × ТРД Honeywell/ITEC F124-GA-200 | 1 × ТРД Rolls-Royce Adour Mk. 951 | 2 × ТРД АИ-222-25Ф | 1 × ТРД Honeywell F124-GA-100 | 1 × ТРД General Electric F404 |
| Макс. тяга двигателя, кН  | 2 × 24,7                                | 2 × 27,8                           | 1 × 29,0                          | 2 × 24,7 (41,2)    | 1 × 28,2                      | 1 × 53,07 (78,7)              |
| Произведено               | более 160                               | 85                                 |                                   | 68+                | 72                            | 206                           |
| Заказано                  | более 160                               | 121                                |                                   | 80+                |                               | 224+                          |

## На вооружении
- Алжир — 16 Як-130, по состоянию на 2023 год[41]
- Бангладеш — 13 Як-130, по состоянию на 2023 год, всего было получено 16 самолётов, но в катастрофах было потеряно 3 самолёта[42]
- Беларусь — 11 Як-130, по состоянию на 2023 год, 19.05.2021 г. в катастрофе потерян 1 самолёт[43]
- Вьетнам — 12 Як-130, по состоянию на 2023 год[44]
- Лаос — 4 Як-130, по состоянию на 2023 год[45]
- Мьянма — 20 Як-130, по состоянию на 2023 год[46]
- Иран — 2 Як-130 поставлено в 2023 году[47][48].
- Россия — 112 Як-130 по состоянию на 2024 год[49]. В авариях и катастрофах было потеряно 4 самолёта.[50]

## Заказы
- Россия — по контракту от 7 декабря 2011 года заказано 55 Як-130 с поставкой к 2015 году[10][23]. В декабре 2013 года заключён контракт на поставку морской авиации ВМФ 5 Як-130 — первой партии из запланированных для ВМФ ~10 Як-130[51]. До конца 2018 года ВКС РФ должны были получить 30 единиц Як-130 в рамках реализации государственного оборонного заказа на 2016—2018 годы[52][53]. К концу 2018 года всего было поставлено 109 единиц.

- Бангладеш — в 2013 году заключён контракт на сумму 800 млн дол. США на поставку 24 самолётов[54]. 16 самолётов должны были быть поставлены в 2015—2016 годах[55]. Власти Бангладеш намеревались приобрести эту технику в счёт экспортного кредита в размере миллиарда долларов, предоставленного Россией в январе 2013 года[56].
- Вьетнам — в 2019 году было заказано не менее 12 Як-130[57].
- Ливия — было заказано 6 Як-130. Контракт был аннулирован в связи с выполнением Россией Резолюции Совета Безопасности ООН 1973[7][58].
- Мьянма — было заказано 16 Як-130[59]. Контракт начал выполняться в конце 2016 года, были поставлены первые 3 машины[60], вторая тройка была поставлена в 2017 году.
- Сирия — было заказано 36 Як-130 на общую сумму 550 млн долларов по состоянию на февраль 2012 года[61]. Первые 9 самолётов планировалось передать Сирии до конца 2014 года, а в следующие два года — 12 и 15 соответственно[62] Начало выполнения контракта было отложено в связи с гражданской войной в Сирии.

## Лётные происшествия

### Аварии и катастрофы
- 26 июня 2006 года прототип Як-130 разбился в Рязанской области. Оба лётчика успешно катапультировались, никто не пострадал. По предварительным данным, причиной аварии был назван отказ системы управления[63][64]
- 29 мая 2010 года в 16:59 мск разбился предсерийный Як-130 (бортовой номер 93) Липецкого центра боевой подготовки и переучивания личного состава. Авария самолёта произошла во время выполнения планового задания при взлёте. Экипаж в составе двух пилотов благополучно катапультировался, на земле жертв и разрушений не было[65]. Причиной аварии явился отказ системы управления[64][66].
- 15 апреля 2014 года 17:50 мск Як-130 Борисоглебского филиала Военного учебно-научного центра (ВУНЦ) ВВС России потерпел катастрофу в районе пос. Батаевка (Ахтубинский район Астраханской области) в 25 км от Ахтубинска . Экипаж катапультировался, оба лётчика получили тяжёлые травмы, от которых скончался один из них — пилот-инструктор подполковник Сергей Серёгин. Самолёт полностью разрушился. Причиной стал технический сбой — отказ системы управления[64][66].
- 11 июля 2017 года близ гор. Лохагара (округ Нарайл, область Кхулна, Бангладеш) потерпел крушение Як-130 (бортовой номер 15102, «короткий» номер 102) 21-й эскадрильи ВВС Бангладеш. Оба лётчика успешно катапультировались и не пострадали. Авиапроисшествие стало первым случаем потери самолёта этого типа за пределами РФ[64][67][68].
- 16 сентября 2017 года при выполнении учебно-тренировочного полёта вблизи аэродрома Борисоглебск (Воронежская область) потерпел аварию Як-130 (бортовой номер «49 белый», регистрация RF-44490). По сообщению Минобороны РФ, экипаж увёл воздушное судно от близлежащих построек, благополучно катапультировался и не пострадал. По информации СМИ, самолётом управляли курсант Иван Клименко и майор Сергей Заволока[64][69].
- 27 декабря 2017 года на юго-востоке Бангладеш, в округе Кокс-Базар, произошло столкновение в воздухе двух Як-130 ВВС Бангладеш. По неподтверждённым данным, машины имели бортовые номера 15103 («короткий» 103) и 15105 («короткий» 105). Пилотам удалось катапультироваться, обе машины были потеряны. При падении самолётов возникли пожары, были повреждены частные жилые дома, на земле получили ранения и ожоги не менее семи местных жителей[64][70].
- 12 апреля 2018 года в Грибановском районе Воронежской области потерпел аварию Як-130 авиабазы учебной авиабазы Краснодарского высшего авиационного училища лётчиков в городе Борисоглебск. Самолёт упал в затопленной весенним паводком местности в районе с. Большие Алабухи. Оба лётчика катапультировались, приземлились на небольшой островок и были спасены. Один из них повредил ногу. Воздушное судно выполняло плановый учебно-тренировочный полёт. Авария произошла из-за технической неисправности[64][71].
- 19 мая 2021 года самолёт упал на территории города Барановичи вблизи жилых домов. Оба пилота погибли. Причина — отказ управления[64][72].
- 3 октября 2024 самолёт ВВС НОА Лаоса выполняя тренировочный полет врезался в пруд, в провинции Сиенг-Хуанг. Оба члена экипажа погибли[73].
- 10 октября 2024 года самолёт упал на границе Калмыкии и Волгоградской области. Пилот успел катапультироваться[74].

### Происшествия без серьёзных повреждений
- 21 июня 2017 года в Воронежской области на авиационной базе в Борисоглебске во время тренировочного полёта у Як-130 (бортовой номер 43) не вышла передняя стойка шасси. Управляющие самолётом пилот-инструктор и курсант приняли решение, выработав топливо, сажать самолёт только на две стойки. Благодаря профессионализму пилотов посадка получилась практически идеальной. Як-130 получил минимальные повреждения. Лётчики представлены к государственным наградам[75].
- 21 июня 2017 года в Краснодарском крае близ города Армавир у Як-130 (бортовой номер 55) не выпустилось переднее шасси. Это второй за сутки случай с отказом гидравлической системы. В кабине самолёта находились курсант и инструктор. Самолёт пришлось посадить на фюзеляж в поле. Со слов заместителя генерального директора ОКБ им. Яковлева Романа Таскаева, речь не может идти о серийном дефекте[76][77].

## Оценки и критика
По мнению National Interest, Як-130 — это хорошо зарекомендовавший себя учебный самолёт, который обладает боевыми возможностями и может использоваться в войне против повстанцев. Сравнивая Як-130 и Aermacchi M-346 эксперты National Interest отмечают, что Як-130 проигрывает М-346 по скорости и манёвренности из-за более высоких характеристик установленных на М-346 двигателей Honeywell F124-GA-200. Также эксперты указывают на более высокий успех М-346 на международном рынке.

## Лётно-технические характеристики
Источник данных: ОКБ Яковлева

Технические характеристики
- Экипаж: 1 или 2 человека
- Длина: 11,493 м
- Размах крыла: 9,84 м
- Площадь крыла:  23,52 м2
- Высота: 4,643 м
- Масса пустого: 4600 кг
- Нормальная взлётная масса: 7700 кг
- Максимальная взлётная масса: 10 290 кг[80]
- Силовая установка: 2 × ТРДД АИ-222-25
- Тяга: 2 × 2500 кгс

Лётные характеристики
- Максимальная скорость: 1050 км/ч
- Скорость сваливания: 160—180 км/ч
- Практический потолок: 12 500 м (ограничение по кислородной системе)
- Скороподъёмность: 4 мин. 49 сек. — 12 500 м
- Тяговооружённость: 0,8
- Длина разбега: 510—940 м
- Длина пробега: 610—880 м

Вооружение
- Боевая нагрузка: 3000 кг
- Управляемые ракеты: класса «воздух-воздух» ближнего боя Р-73, — 2—4 шт. (1-2, 8-9 точки подвески).
- Неуправляемые ракеты: блоки Б8М-1 с неуправляемыми ракетами С-8, блоки Б-13Л с неуправляемыми ракетами С-13, неуправляемые ракеты С-25ОФМ, - 2—4 шт. (2-3, 5-6 точки подвески).
- Бомбы: корректируемые и обычные авиационные бомбы калибром до 500 кг, 2—4 шт. (2-8 точки подвески).
- Ресурс самолёта: 10 000 часов

## Авиамоделирование
На основе Як-130 энтузиастами сделана радиоуправляемая модель в масштабе 1:4, которая на чемпионате мира по авиамоделированию «Jet World Masters 2011», проходившем в Национальном музее Военно-воздушных сил США, получила переходящий кубок и звание Чемпиона мира на ближайшие два года.
Модель одержала победу и в следующие два чемпионата: «Jet World Masters 2013» (Швейцария) и «Jet World Masters 2015» (Германия). В 2017 году заняла 2-е место.